# 仁岸進
仁岸 進（にぎし すすむ、1952年2月26日 - ）は日本の元騎手、元調教師、シンガポールの元調教師。地方競馬の宇都宮競馬場からシンガポールのシンガポールターフクラブに移籍した。

## 来歴
宇都宮競馬場で1983年に調教師として開業。地方競馬通算571勝（中央競馬は0勝）。
2005年3月14日に宇都宮競馬場が廃止、同時期からシンガポールターフクラブへの移籍を申請。平行して北京競馬などへの移籍も模索していた。
2006年6月にシンガポールターフクラブに移籍、同年9月に初出走を果たしている。
2007年3月2日の限定未勝利戦をロイヤルタッチ産駒の日本産馬サイレンスタッチ（Silence Touch）で優勝、シンガポール移籍後初勝利をあげる。
シンガポールターフクラブでは2人目の地方競馬出身調教師となる。なお1人目はホッカイドウ競馬出身の高岡秀行で2002年から開業している。
2009年12月末をもって翌2010年度の免許更新をせず、シンガポールでの厩舎経営を3年で終了した。その後は日本へ帰国した。

## 代表管理馬
- フジエスミリオーネ - 北関東皐月賞、北関東ダービー、北関東菊花賞、とちぎ大賞典、北関東弥生賞、3歳スプリンターカップ、春光賞 最初で最後の北関東三冠馬
- イーシーキング - とちぎアラブ大賞典、織姫賞、天馬杯、高崎観音賞、日刊スポーツ杯2回 トチノミネフジの代表産駒
- ブラックキング - 北関東菊花賞、もみじ特別、薫風特別
- ドリームライン - 白百合特別
- ホウヨウガヴァナー - 稲穂賞
- カゼノアモン - しもつけオークス
- ビューテーフジエス- 足利記念2着など。トウケイニセイ代表産駒ドリームサラの母